# 瑞克·馬蘭博瑞
瑞克·馬蘭博瑞（英語：Rick Malambri，1982年11月7日—）是美國的一位演員、舞者和模特。他最著名的作品是電影舞力全開3D。他也出演過一些MV。

## 外部連結
- 瑞克·馬蘭博瑞在互联网电影资料库（IMDb）上的資料（英文）
- 瑞克·馬蘭博瑞的X（前Twitter）
- 在AllMovie上瑞克·馬蘭博瑞的頁面（英文）
- Rick Malambri （页面存档备份，存于） at the Movieweb